# Flechtband

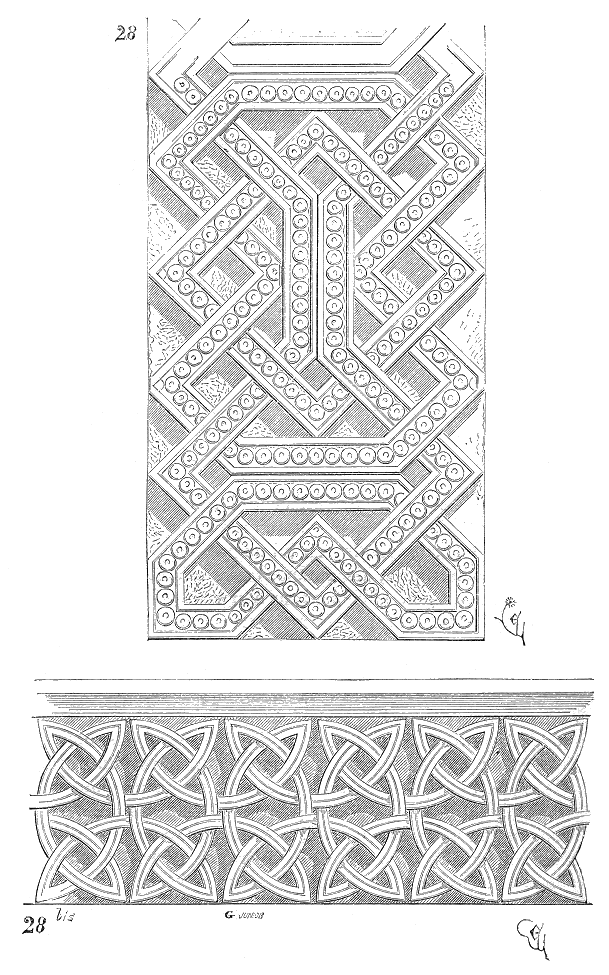
Viollet-le-Duc: Ornamente der Schule von Toulouse

Das Flechtband (oder Flechtornament, Flechtwerk) ist ein ornamentales Zierelement, früher auch als „Geriemsel“ bezeichnet.
Gebildet wird es aus regelmäßig verschlungenen, bandartigen Linien oder Streifen unter Zugrundenahme der Flechttechnik. Anwendung finden Flechtbänder meist als Rahmenzier sowohl auf Objekten der Kleinkunst als auch auf Keramiken, als Bauornament und in der Buchmalerei. Neben dem streifenförmigen Flechtornament finden sich auch flächendeckende Flechtornamente in Form von Matten- oder Gitterformen.

## Verbreitung und Geschichte
Ornamente aus Flechtwerk und Knoten sind geographisch über den größten Teil des Abendlandes aber auch in anderen Teilen der Welt (Asien, Amerika) verbreitet. Zeugnisse sind erhalten aus frühen Kulturen seit der Bronzezeit, der keltischen Kunst, den Verbreitungsgebieten der hellenistisch-römischen Kultur, den islamisch-maurischen Kulturen. Eine Hochblüte erlebte das Flechtornament im frühen Mittelalter und in der Buchmalerei bis in die Renaissance.

## Beispiele

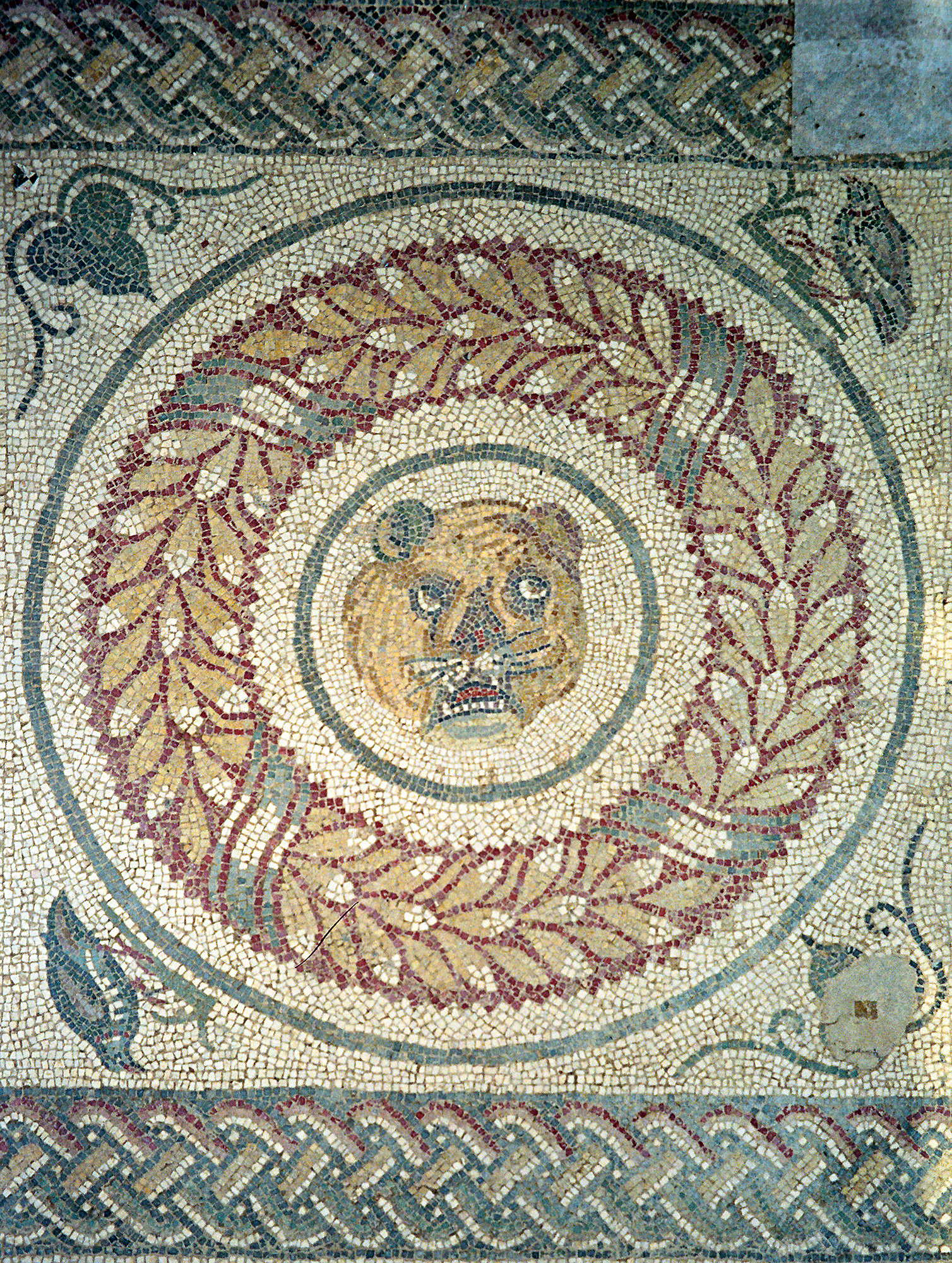
Römisches Mosaik in der Villa Casale, 3./4. Jh. n. Chr.
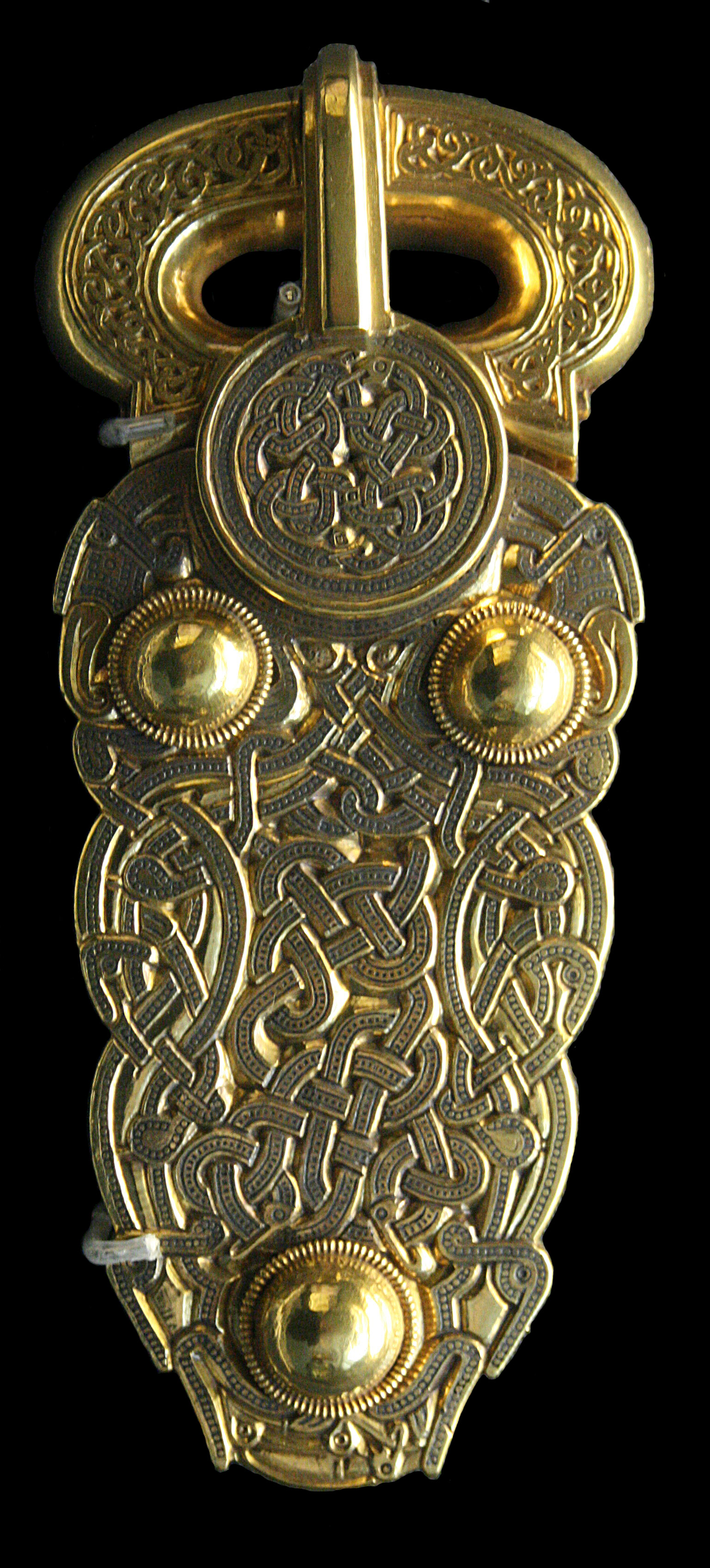
Angelsächsische Gürtelschnalle, 7. Jh. n. Chr.
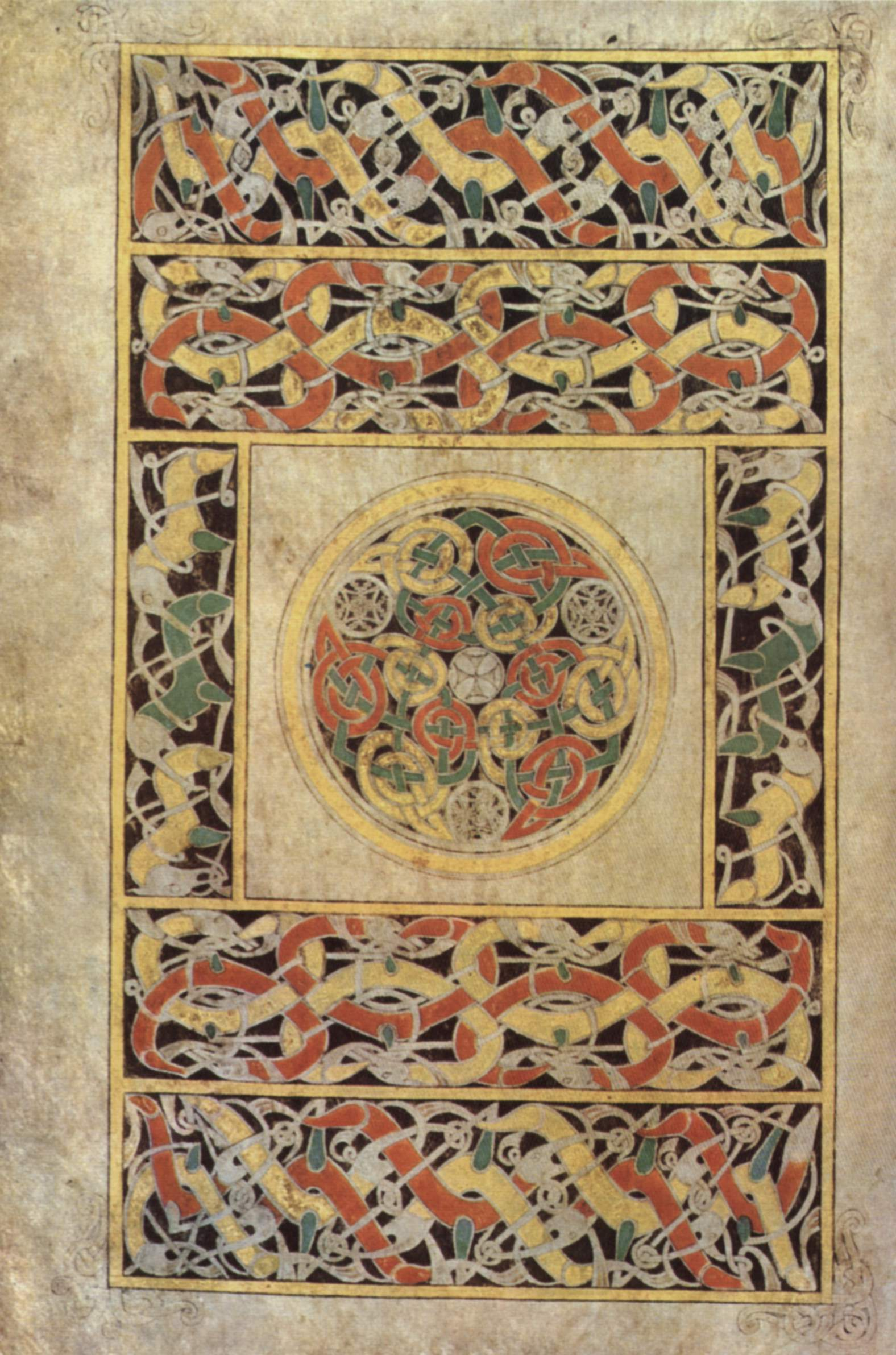
Gebogene Flechtwerk-Muster im Book of Durrow, 7. Jh.
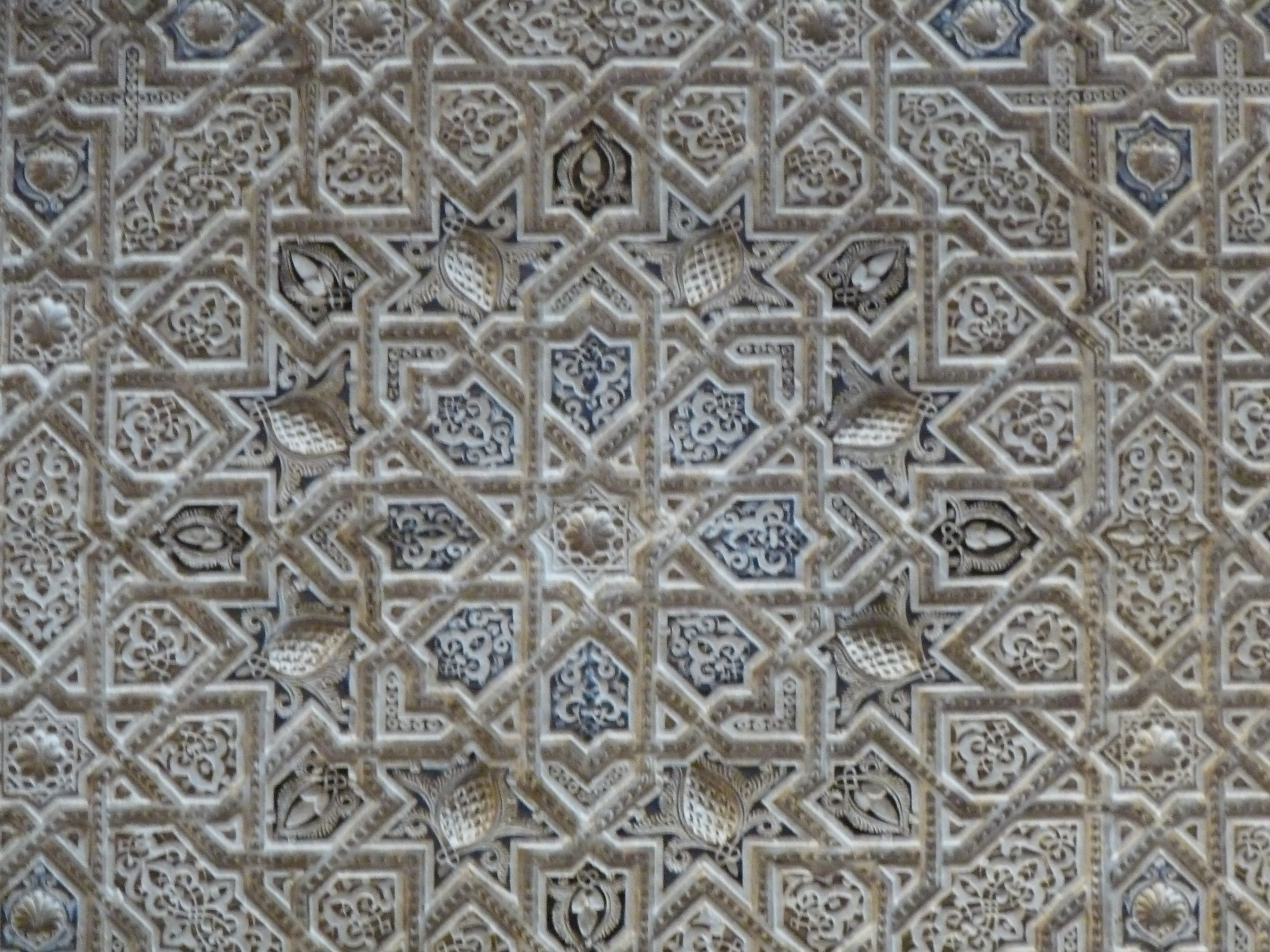
Lineare Flechtwerk-Muster in der Alhambra, 14. Jh.
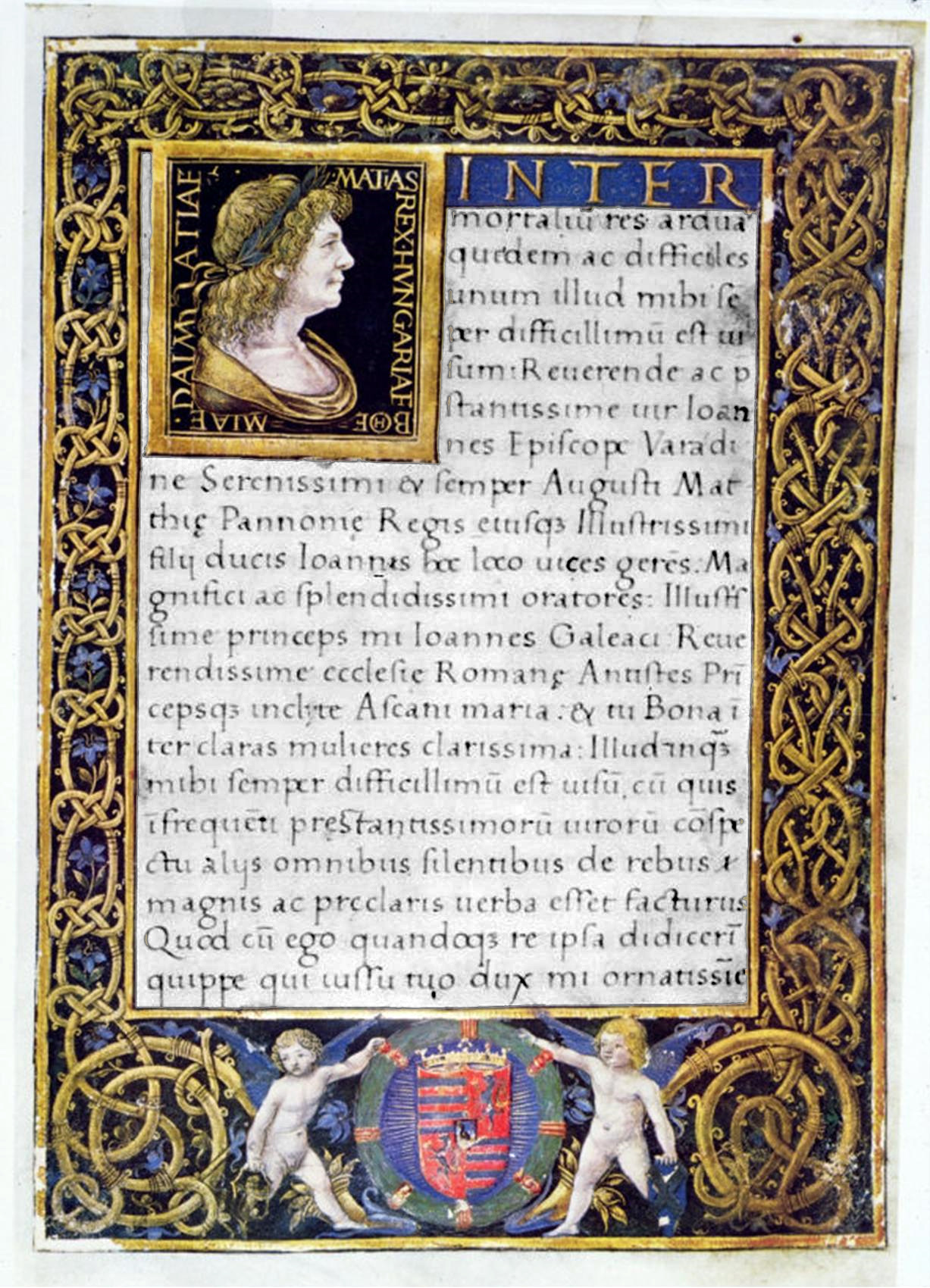
Ambrogio de Predis – Buchmalerei, Mailand, 16. Jh.
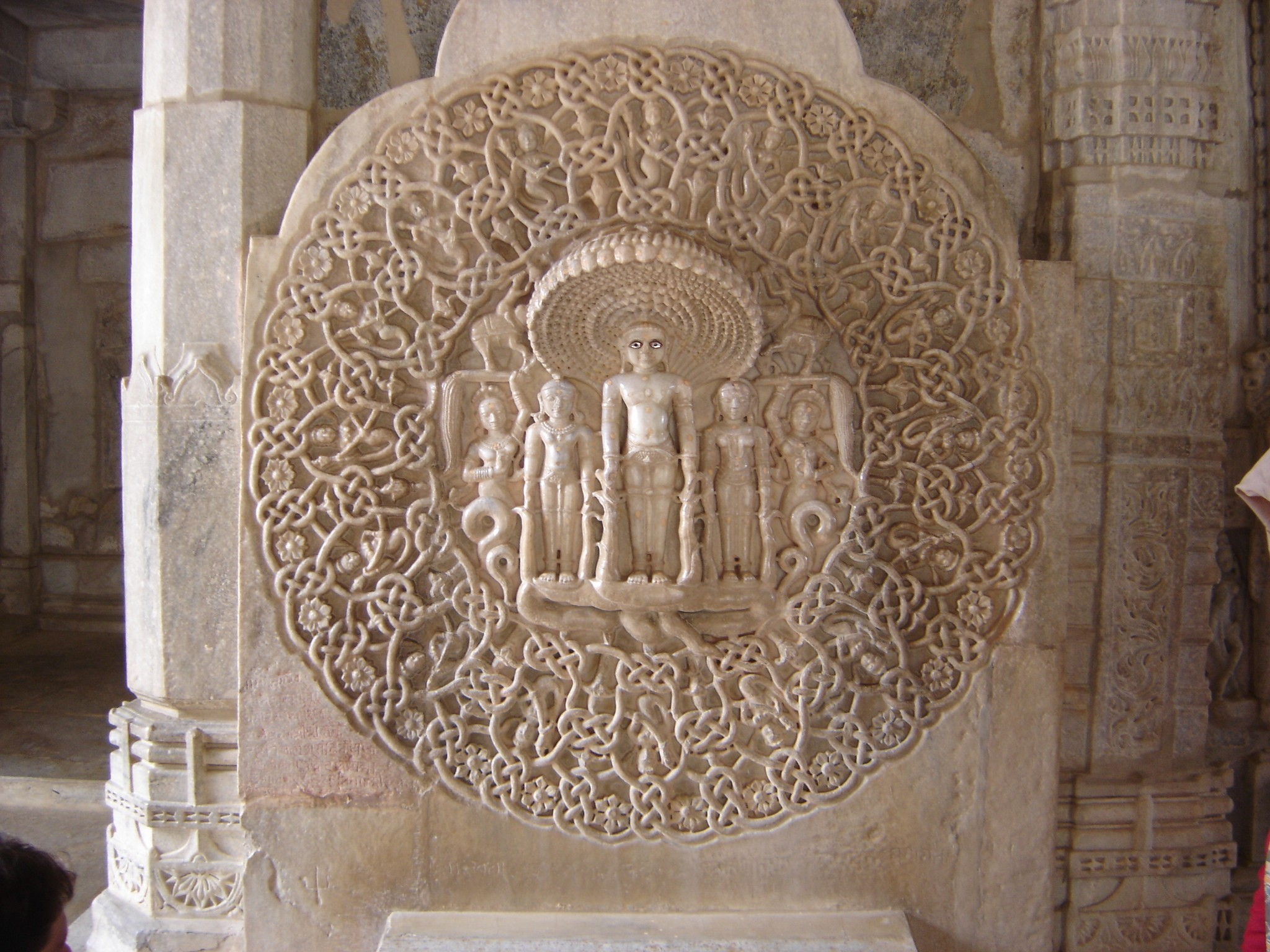
Marmormedaillon im Adinath-Tempel in Ranakpur, 16. Jh.